# Skerešovo
Skerešovo – wieś (obec) na Słowacji położona w kraju bańskobystrzyckim, w powiecie Revúca. Pierwsze wzmianki o miejscowości pochodzą z roku 1243.
Według danych z dnia 31 grudnia 2012, wieś zamieszkiwało 257 osób, w tym 131 kobiet i 126 mężczyzn.
W 2001 roku rozkład populacji względem narodowości i przynależności etnicznej wyglądał następująco:
- Słowacy – 41,94%
- Romowie – 11,29%
- Węgrzy – 46,37%

Ze względu na wyznawaną religię struktura mieszkańców kształtowała się w 2001 roku następująco:
- Katolicy rzymscy – 48,79%
- Ewangelicy – 12,1%
- Ateiści – 4,84%
- Nie podano – 0,81%